# 愛の言葉 (1969年の映画)
『愛の言葉』（あいのことば 原題: Ur kärlekens språk, 英題: The Language of Love）は、1969年製作のスウェーデンの映画｡ 日本公開は1972年8月12日。日本におけるDVDタイトルは『スウェーデン・ラブ・ライフas愛の言葉』。

## 概説
スウェーデン製の性教育映画であり、1960年代にあった性科学映画でもある｡ インゲ・ヘゲラー博士、ステン・ヘゲラー博士、マイ・ブリト・ベルイストレム・バラン博士、ストゥーレ・クルヘド博士の監修の元、撮影された｡スウェーデン式医学の臨床指導のもと、とある一般人のカップルに実験と称して性行為をさせ、愛の営みのあり方等を検証していくという内容。

## スタッフ・キャスト
- 監督：トーグニー・ウィックマン（英語版）
- 監修：インゲ・ヘゲラー博士、ステン・ヘゲラー博士、マイ・ブリト・ベルイストレム・バラン博士、ストゥーレ・クルヘド博士
- 脚本：トーグニー・ウィックマン、ステン・ヘゲラー博士、マイ・ブリト・ベルイストレム・バラン博士
- 撮影：マックス・ウィレン
- 音楽：マッツ・オルソン
- 字幕監修：野中重雄